# Torreya grandis
Torreya grandis (торея велика) — вид хвойних рослин родини тисових.

## Поширення, екологія
Країни проживання: Китай (Аньхой, Фуцзянь, Гуйчжоу, Хунань, Цзянсу, Цзянсі, Чжецзян). Є складовою частиною різноманітних змішаних мезофільних лісів. Висотний діапазон цього виду між 200 м і 1400 м над рівнем моря. Зазвичай зустрічається вздовж струмків та / або в тінистих місцях у лісі, але великі дерева можуть досягати навісу і добре конкурувати з багатьма іншими породами дерев. У вторинній рослинності може зберігатися протягом деякого часу, але врешті-решт зникає в результаті надмірного росту бамбука та інших бур'янів.

## Морфологія
Це велике дерево, яке може досягти висоти 25 метрів, рекордом є 39 метрів.

## Використання

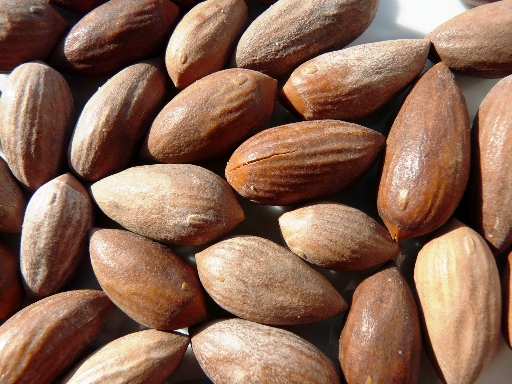
Насіння

Дає високу якість деревини, яка використовується в будівництві будинків, мостів, меблів; також використовується, щоб зробити посуд. Насіння їстівне. Насіння продається в китайських магазинах ліків як засіб проти кашлю і може бути з'їдені, як горіхи. Цей вид поширений у вирощуванні в Китаї (особливо в провінції Чжецзян), але залишається рідкістю в вирощуванні в Європі та інших регіонах.

## Загрози та охорона
Експлуатація дерева в минулому мала якийсь вплив, але заборона вирубок з 2001 року повинна була зменшити цей вплив. При більш низьких висотах є втрата середовища існування у зв'язку із загальним розчищенням лісів для розширення сільського господарства. Цей вид присутній в багатьох ПОТ.